# Ammoniumhydrogensulfat
Ammoniumhydrogensulfat ist ein Ammoniumsalz der Schwefelsäure. Es besitzt die Formel NH4HSO4.

## Gewinnung und Darstellung
Ammoniumhydrogensulfat entsteht bei Zersetzung von Ammoniumsulfat bei Temperaturen über 100 °C, wobei Ammoniak frei wird. Ammoniumhydrogensulfat entsteht in großen Mengen als Abscheidungsprodukt in Aktivkoks-Filteranlagen für Schwefeldioxid-haltige industrielle Abgase. Die Filter werden mit Sauerstoff, Ammoniak und Wasserdampf beschickt, wobei über Schwefelsäure das Hydrogensulfat und auch Ammoniumsulfat entstehen:
{\displaystyle \mathrm {2\ SO_{2}\ +\ O_{2}+2\ H_{2}O\longrightarrow 2\ H_{2}SO_{4}} }
{\displaystyle \mathrm {H_{2}SO_{4}\ +\ NH_{3}\longrightarrow (NH_{4})HSO_{4}} }
{\displaystyle \mathrm {(NH_{4})HSO_{4}\ +\ NH_{3}\longrightarrow (NH_{4})_{2}SO_{4}} }

## Eigenschaften
Ammoniumhydrogensulfat bildet weiße, monokline, hygroskopische Kristalle. Die Substanz zersetzt sich bei Temperaturen über 120 °C, wobei Schwefeloxide, Stickoxide und Ammoniak frei werden. Die Lösung von 100 g Ammoniumhydrogensulfat in 1 l Wasser zeigt bei 20 °C einen pH-Wert von 1, liegt also im stark sauren Bereich.

## Verwendung
Verwendung findet es zur Herstellung von Ammoniumperoxodisulfat, als Zusatzstoff in Stickstoffdünger, zur Bekämpfung von Waldbränden als viskose Lösung/Suspension in Wasser und zur Herstellung von Ammoniumalaun und Flammschutzmitteln für Cellulose-Produkte.

## Sicherheitshinweise
Ammoniumhydrogensulfat ist als schwach wassergefährdend (WGK 1) eingestuft.